# فرودگاه هوم‌وود
فرودگاه هوم‌وود (به انگلیسی: Homewood Airport) یک فرودگاه خصوصی است که یک باند فرود چمن دارد و طول باند آن ۹۱۴ متر است. این فرودگاه در کشور کانادا قرار دارد و در ارتفاع ۲۴۸ متری از سطح دریا واقع شده‌است.